# Bez granic
Bez granic – amerykańsko-niemiecki melodramat z 2003 roku, w reżyserii Martina Campbella.

## Opis fabuły
Sarah Jordan - Amerykanka mieszkająca w Anglii - wychodzi za mąż za Anglika Henry'ego Beauforda. Podczas gali przez niego organizowanej jest świadkiem incydentu. Nick Callahan z organizacji "Lekarze bez granic" zarzuca uczestnikom gali, że marnują pieniądze, które uratowałyby życie wielu dzieciom. Sarah zauroczona Nickiem i poruszona jego wystąpieniem wyrusza z nim do Etiopii, by razem z nim organizować pomoc w obozach dla uchodźców. Tak zaczyna się romans, który trwa 10 lat.

## Obsada
- Angelina Jolie - Sarah Jordan
- Clive Owen - Nick Callahan
- Teri Polo - Charlotte Jordan
- Linus Roache - Henry Beauford
- Noah Emmerich - Elliott Hauser
- Yorick van Wageningen - Steiger
- Timothy West - Lawrence Beauford
- Kate Trotter - Pani Beauford
- Jonathan Higgins - Philip
- John Gausden - Jimmy Beauford
- Isabelle Horler - Anna Beauford

i inni

## Nagrody i nominacje
Złota Malina 2003
- Najgorsza aktorka – Angelina Jolie (nominacja)